# Orthèse d'avancée mandibulaire

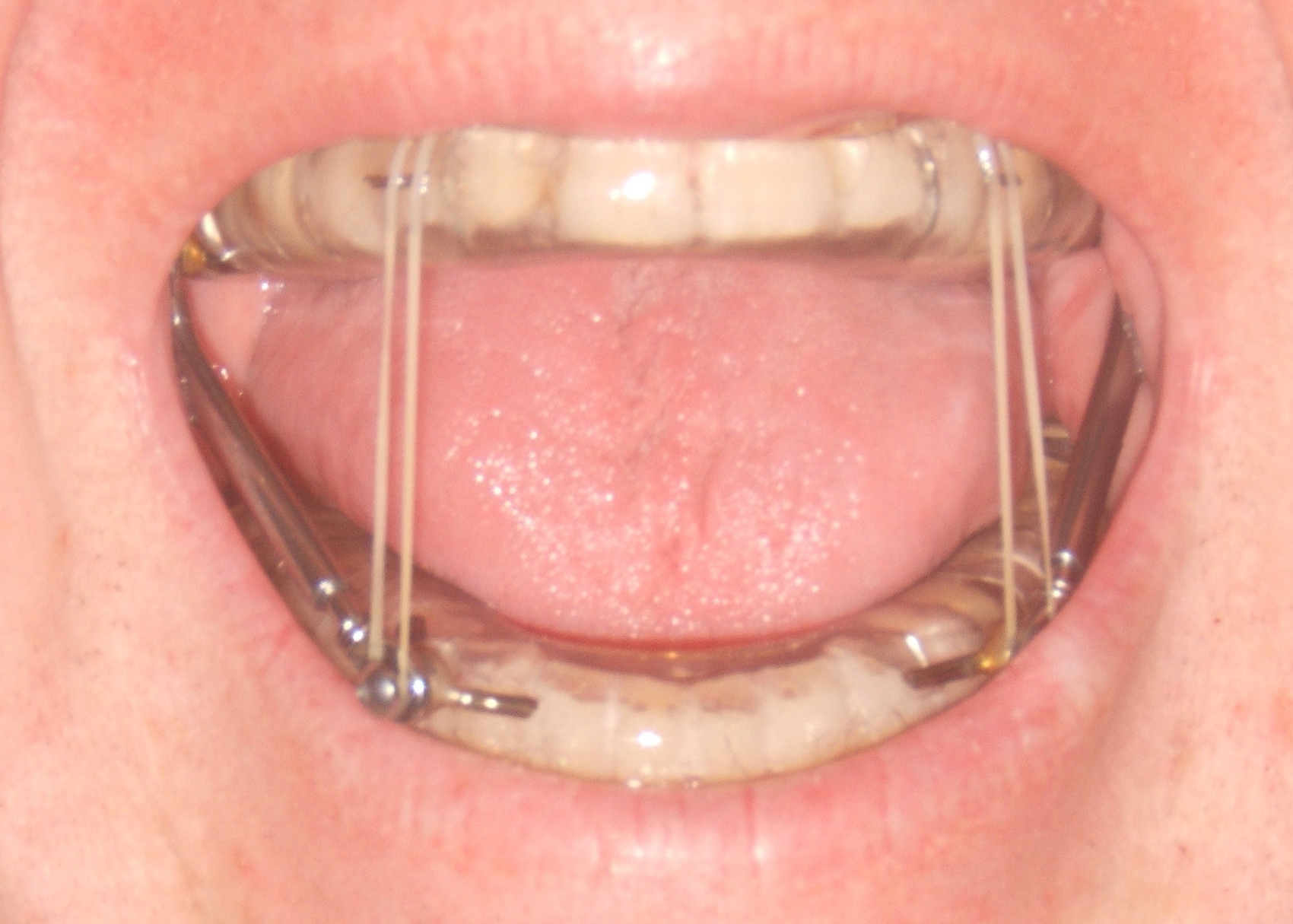
Une orthèse d'avancée mandibulaire pour traiter le syndrome d’apnées du sommeil.

Une orthèse d'avancée mandibulaire est une double gouttière réglable, c’est-à-dire confectionnée au laboratoire de prothèse dentaire d'après des empreintes du maxillaire et de la mandibule; ou une orthèse préfabriquée en thermoplastique, l'ajustement s’effectue alors en mordant dans l’orthèse après l’avoir chauffée dans un bain d’eau chaude. Cette orthèse fixe la mandibule, la langue et d'autres structures buccales en avant et augmente la dimension verticale, de façon que l'espace du pharynx s'agrandisse, la résistance respiratoire diminue et les voies respiratoires soient maintenues ouvertes de façon mécanique lors du sommeil.

## Indications
En 2006 la société américaine « Academy of Sleep Medecine » (AASM) et la société allemande de la médecine du sommeil « Deutsche Gesellschaft für Schlafforschung und Schlafmedizin » (DGSM) ont publié les indications suivantes pour des orthèses d'avancée mandibulaire :
- Thérapie initiale dans les cas de :
  - Ronflement primaire
  - Syndrome d'obstruction des voies aériennes supérieures
  - Syndrome d'apnées du sommeil légères et moyennement graves avec peu de signes cliniques, une rétention dentaire suffisante et un indice de masse corporelle inférieur à 30 kg·m-2.
- Thérapie de l'apnée obstructive du sommeil grave (RDI (Respiratory Disturbance Index) plus de 25 épisodes par heure) dans les cas où une thérapie avec un appareil à ventilation en pression positive continue (PPC) a échoué.

## Conception
Il existe d’importantes différences entre les modèles d’orthèses, sur leurs fonctionnements mécaniques, leurs structures, ou encore leurs matériaux de fabrication. De plus de nouvelles variantes sont régulièrement conçues et expérimentées.

### Structure de l’orthèse
Les OAM peuvent être soit bibloc soit monobloc. Dans le cas d’une orthèse monobloc, les deux gouttières sont liées, souvent par de la résine ou du plastique. Cela signifie qu’il est difficile d’ajuster l’avancement mandibulaire, cependant en bloquant la bouche, elles favorisent la respiration nasale, qui est souvent considérée comme plus saine. Les OAM biblocs sont souvent plus confortables car elles permettent une plus grande mobilité et sont souvent plus simples d’utilisation. Il semble cependant que les orthèses monobloc soient plus efficaces que leurs équivalents biblocs, mais elles sont en général moins bien tolérées par le patient.

### Fonctionnement mécanique
On distingue ensuite deux modes de fonctionnement différents : les orthèses à poussée mandibulaire, ou à traction. Pour les premières, les connecteurs vont de l'arrière du maxillaire vers l’avant de la mandibule, et inversement pour les orthèses à traction. Il n’y a pas de différence significative d’efficacité ou de tolérance pour l’une ou l’autre, mais il est à noter que les orthèses à poussée ont tendance à ouvrir la bouche durant le sommeil, ce qui n’est pas le cas des orthèses à traction.

## Diagnostic et traitement par un chirurgien dentiste qualifié
Un diagnostic orofacial et fonctionnel par un chirurgien dentiste/stomatologiste qualifié dans la médecine du sommeil est indispensable pour évaluer l'indication d'une orthèse d'avancée mandibulaire. Ce traitement est impérativement accompagné par un groupe de spécialistes de la médecine du sommeil qui prescrit cette orthèse et contrôle l'efficacité de ce traitement.

## En France
En 2004, à l'hôpital Saint-Antoine la pose d'orthèse d'avancée mandibulaire était vue comme une chance de pouvoir soigner davantage de patients pour un moindre coût par rapport à la ventilation en pression positive continue.

### Remboursement par la Sécurité sociale
Le traitement est remboursé par la Sécurité sociale aux conditions expliquées par l'arrêté du 28/10/2008 publié au Journal officiel de la République française. À ce jour 8 orthèses sont remboursées, 6 d’entre elles sont des orthèse sur mesure; et 2 sont des orthèse thermoformable (ou boil and bite).